# Rostiger Nagel (Aussichtsturm)
Die Landmarke Lausitzer Seenland, umgangssprachlich als Rostiger Nagel bezeichnet, ist ein Aussichtsturm im Ortsteil Sedlitz der Stadt Senftenberg im Landkreis Oberspreewald-Lausitz im Süden von Brandenburg. Er wurde 2008 an der Mündung des Sornoer Kanals in den Sedlitzer See errichtet.

## Lage

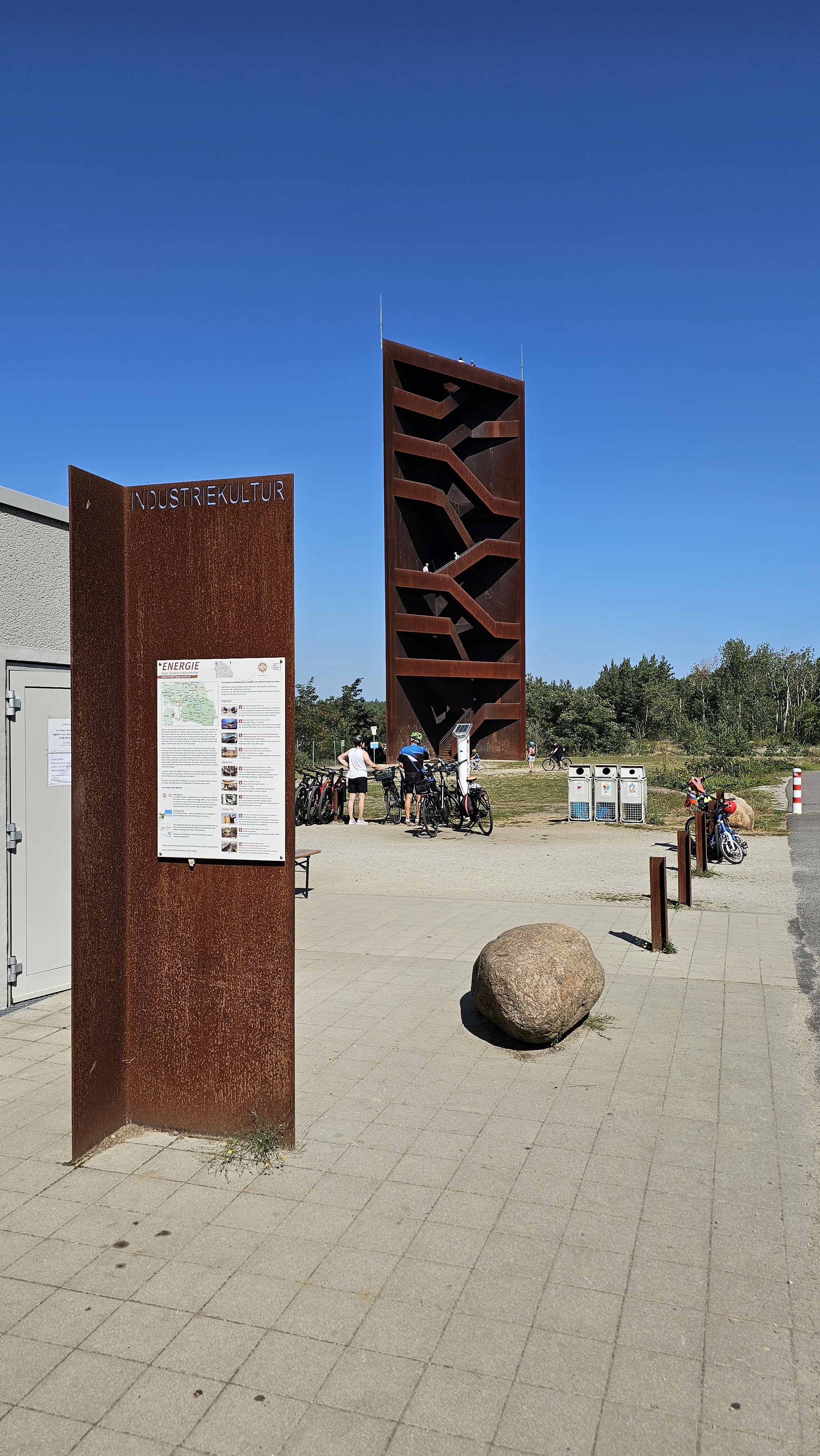
Rostiger Nagel mit Informationstafel (2024)

Der Aussichtsturm liegt im Lausitzer Seenland in der Niederlausitz und befindet sich rund sechseinhalb Kilometer östlich des Stadtzentrums von Senftenberg und 15 Kilometer nordwestlich von Hoyerswerda an der Mündung des Sornoer Kanals in den Sedlitzer See am Weg zwischen Kleinkoschen und Lieske (Gemeinde Neu-Seeland). Die Gemarkung gehört an dieser Stelle zum Senftenberger Ortsteil Sedlitz, die Grenze zu Kleinkoschen liegt unmittelbar südlich des Aussichtsturms. Die zum Turmumfeld gehörenden Nebenanlagen liegen größtenteils bereits auf Kleinkoschener Gemarkung. Die Stadt Cottbus liegt 30 Kilometer nordöstlich und die Stadt Dresden 60 Kilometer südwestlich des Aussichtsturms.

## Geschichte

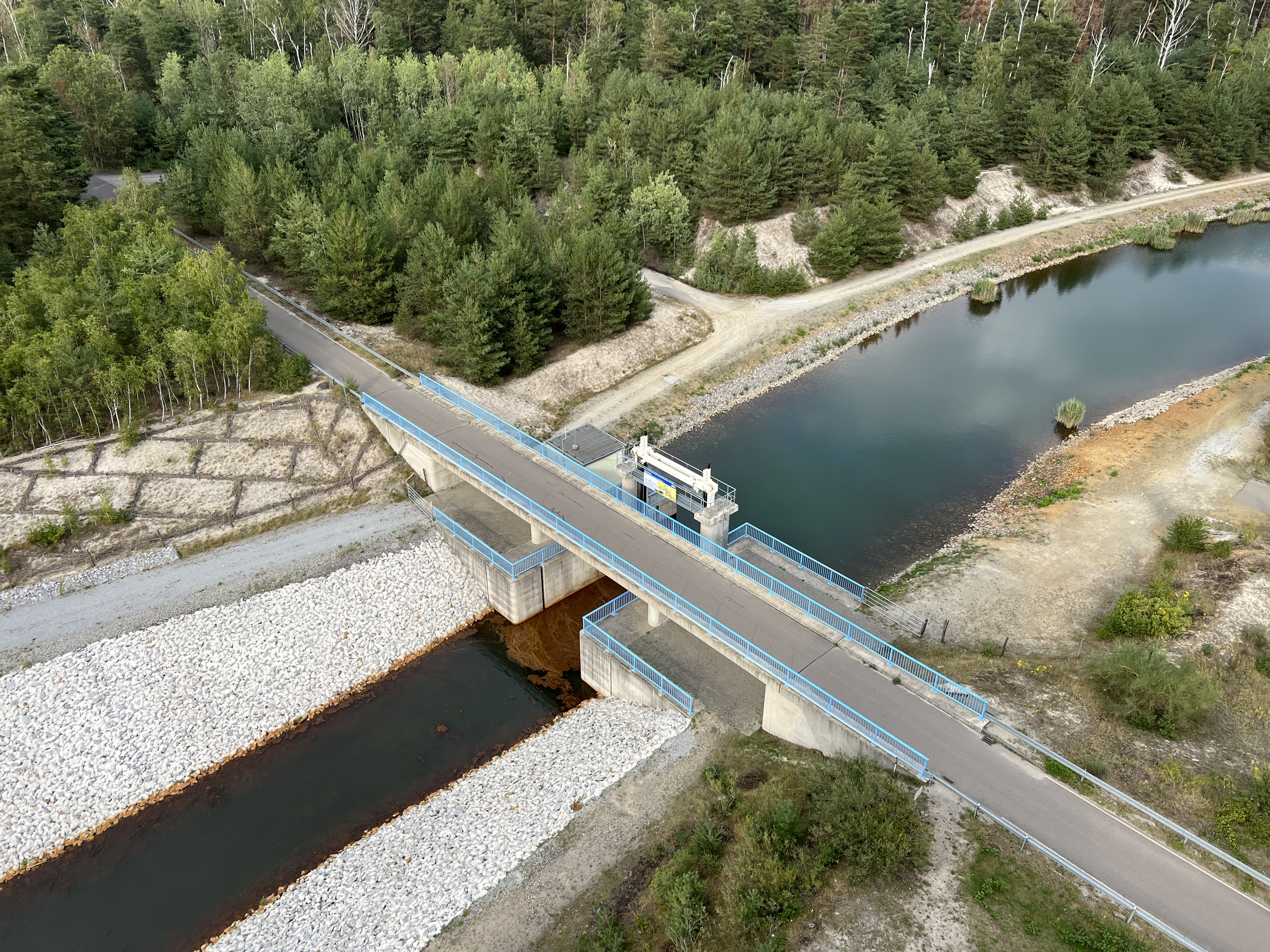
Blick vom Rostigen Nagel auf das Einlaufbauwerk des Sornoer Kanals in den Sedlitzer See (2023)

Der Aussichtsturm Rostiger Nagel wurde zwischen August und Oktober 2008 im Rahmen des Themenjahres „Seensucht Lausitz“ der Internationalen Bauausstellung Fürst-Pückler-Land errichtet und am 23. Oktober 2008 nach einer Bauzeit von 70 Tagen eingeweiht. Der Entwurf ging im April 2005 aus einem im Rahmen eines Architekturwettbewerbs von den Münchner Architekten Stefan Giers und Susanne Gabriel eingereichten Vorschlag hervor, die Planung des Tragwerks übernahm das Ingenieurbüro Seeberger Friedl Planungsgesellschaft aus Pfarrkirchen. Bauherr war die Stadt Senftenberg, Projektträger die Lausitzer und Mitteldeutsche Bergbau-Verwaltungsgesellschaft. Ausführende Unternehmen waren die Bohlen AG aus Speicher in der Eifel, die den Turm produzierte und montierte, sowie die Hoch- und Tiefbau Nagora GmbH aus Spremberg, die das Fundament herstellte.
Die Baukosten beliefen sich zuletzt auf knapp 1,25 Millionen Euro. Davon wurden 100.000 Euro durch die Stadt Senftenberg und der Rest durch das Ministerium für Infrastruktur und Raumordnung des Landes Brandenburg getragen. Im Jahr 2010 wurde der Turm mit dem Sonderpreis des Preises des Deutschen Stahlbaues ausgezeichnet. Ein Jahr zuvor hatte der Turm aufgrund der fehlenden Barrierefreiheit den Negativpreis „Betonkopf“ des Allgemeinen Behindertenverbandes Land Brandenburg erhalten.
Am 10. August 2016 wurde der zur Anlage gehörende Kiosk durch einen Brand zerstört. Ab Oktober 2017 wurde der Kiosk wieder aufgebaut, die Planungen wurden wiederum durch den Architekten Stefan Giers übernommen. Die Kosten für den Wiederaufbau beliefen sich auf rund 180.000 Euro. Zwischen Herbst 2025 und dem Jahr 2027 soll die Umgebung des Aussichtsturms für veranschlagte Kosten von 1,2 Millionen Euro (Stand 2025) aufgewertet werden, unter anderem sind ein Kinderspielplatz, ein Wasserwanderrastplatz und ein Ausbau der Verkehrsanlagen geplant.

## Architektur und Tragwerk
Der Turm besteht aus 111 Tonnen Cortenstahl, einem wetterfesten Baustahl, auf dessen Oberfläche sich durch Bewitterung eine Sperrschicht aus Sulfaten oder Phosphaten bildet, die den Stahl vor weiterer Korrosion schützt. Aufgrund seines dadurch entstehenden typischen Aussehens erhielt der Aussichtsturm den umgangssprachlichen Namen „Rostiger Nagel“. Die Rostschicht auf der Oberfläche des Turms, der im Lausitzer Braunkohlerevier liegt, soll an das Aussehen der Arbeitsgeräte im Tagebau erinnern.

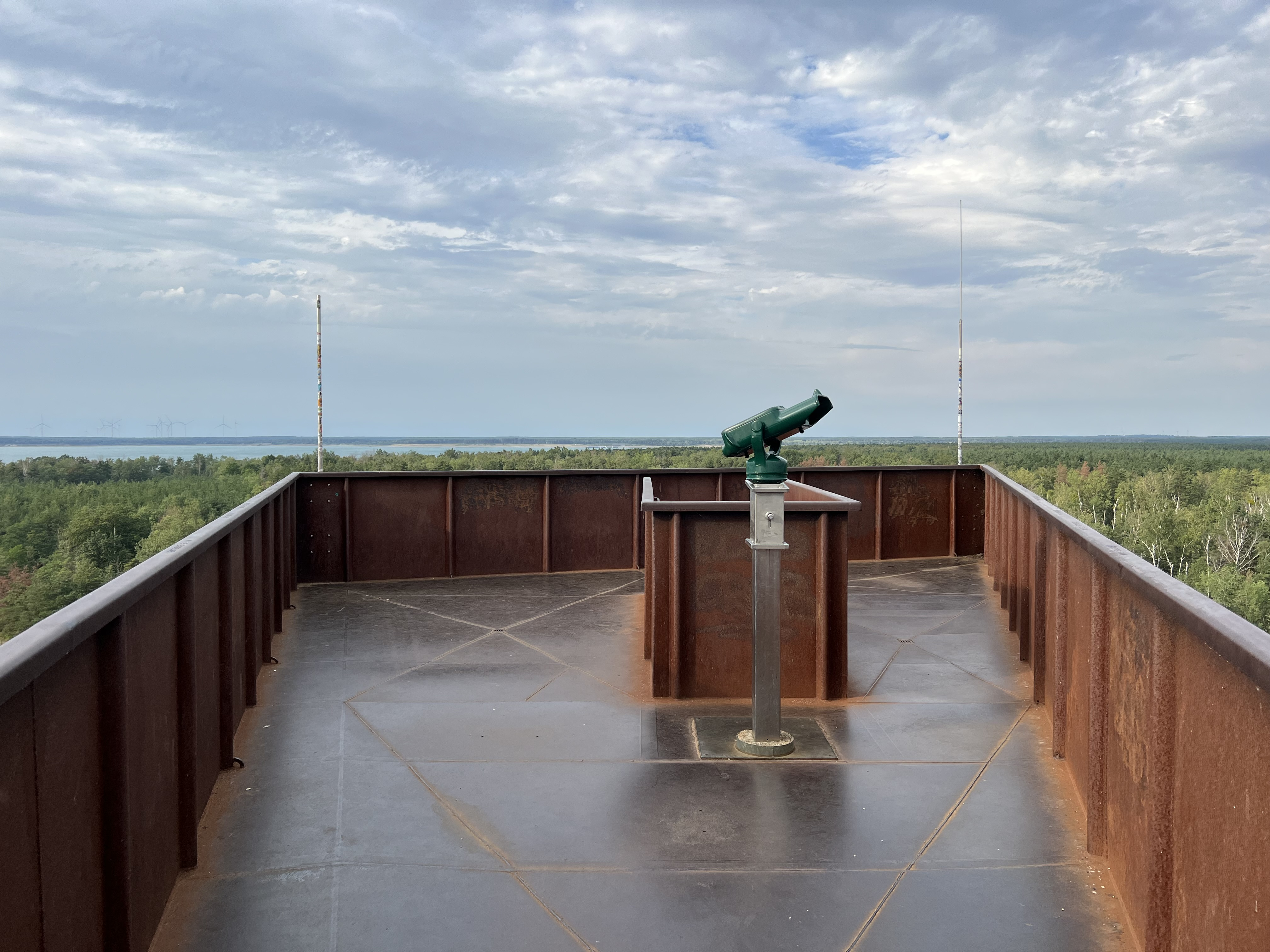
Auf der Aussichtsplattform (2023)

Die Landmarke Lausitzer Seenland ist 28,86 Meter hoch und verfügt über eine Aussichtsplattform auf ca. 27 Metern Höhe, die über 162 Stufen zu erreichen ist. Der Grundriss entspricht einem rechtwinkligen Dreieck mit Kathetenlängen von zwölf und acht Metern.
Das Tragwerk besteht aus sechs Millimeter dicken Stahlblechen, die überlappend aneinander geschweißt sind. Um den Schweißaufwand auf der Baustelle möglichst gering zu halten, wurden die Bleche im für den Transport größtmöglichen Format im Werk vorgefertigt. Die Wandscheiben sind innen hohl und mit zehn Millimeter dicken Rippen sowie einer zusätzlichen Unterkonstruktion ausgesteift. Die Brüstungselemente sind ebenfalls durch Rippen vertikal verstärkt, die Bodenplatten haben eine Unterkonstruktion aus L-förmigen Kantprofilen.

## Nutzung

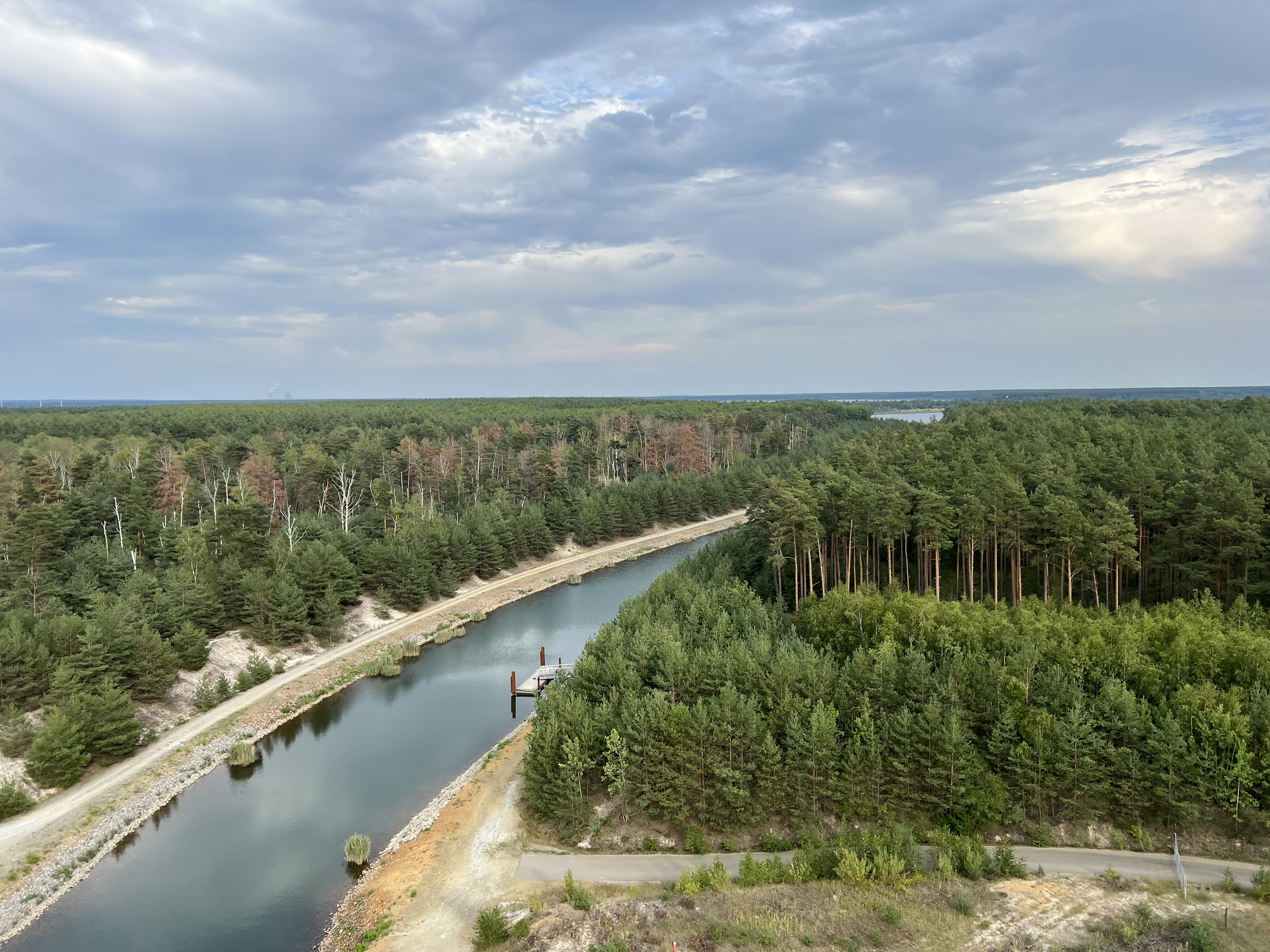
Aussicht vom Turm nach Osten auf den Sornoer Kanal (2023)

Der Turm dient der touristischen Nutzung sowie als regionales Ausflugsziel. Bei gutem Wetter bietet der Turm einen Ausblick zum Großräschener See im Norden, zur Stadt Cottbus und zum Kraftwerk Jänschwalde im Nordosten, zu den Kraftwerken Schwarze Pumpe und Boxberg im Osten bzw. Südosten sowie zum Windpark Klettwitz im Westen. Im Umfeld des Turms befinden sich ein Imbiss und Toiletten sowie ein kleiner Parkplatz.
Der Aussichtsturm ist frei öffentlich zugänglich. Bei Gewitter, Nässe und Frost ist das Betreten jedoch verboten.